# Chardonneret olivâtre
Spinus olivaceus
Espèce
Statut de conservation UICN

 LC  : Préoccupation mineure
Le Chardonneret olivâtre (Spinus olivaceus, anciennement Carduelis olivacea) est une espèce de passereaux d'Amérique du Sud de la famille des fringillidés (ou Fringillidae).

## Distribution
Le chardonneret olivâtre est présent sur le versant est de la Cordillère des Andes dans le sud-est de l’Équateur (Loja, Santiago, Zamora), au Pérou (Amazonas, San Martin, Huanuco, Junin, Cuzco, Puno) et en Bolivie (La Paz, Cochabamba, Santa Cruz).

## Habitat
Le chardonneret olivâtre est une espèce de la zone subtropicale où il fréquente les hauts plateaux à une altitude comprise entre 1 200 et 3 000 m. Il est inféodé aux hautes plaines parsemées de buissons et de bosquets, aux lisières et clairières des forêts, évoluant en couples, en petits groupes ou en clans familiaux mais aussi en troupes plus importantes en hiver.

## Alimentation
Son alimentation a été décrite de façon très générale. Elle se compose de graines consommées à même le sol, dans les hautes herbes, les buissons et les arbres. Des plantes ont été répertoriées, photos à l’appui, par Ottaviani (2011) : des graines des graines de basilic Ocimum basilicum, lamiacée ; des fruits de Caesalpinia spinosa, caesalpiniacée et deux mâles se nourrissant sur une broméliacée du genre Vriesea.